# باشگاه فوتسال پست اصفهان
باشگاه فوتسال پست اصفهان یکی از باشگاه‌های فعال فوتسال در کشور ایران است. این تیم هم‌اکنون در دسته اول سری مسابقات لیگ فوتسال که بالاترین سطح فوتسال در ایران می‌باشد، به رقابت به دیگر تیم‌ها می‌پردازد.

## فصل ۸۶-۸۵
این تیم در فصل ۸۶-۸۵ به عنوان پنجمی این مسابقات دست پیدا کرد. این مسابقات با شرکت ۱۴ تیم برگزار گردید. که در انتها تیم فوتسال شن‌سا ساوه به مقام قهرمانی رسید.
این تیم از ۲۶ بازی خود صاحب ۱۴ برد و ۳ تساوی و ۹ باخت شد.این تیم در فصل ۸۷-۸۶ با نام فولاد ماهان اصفهان در لیگ حاضر و رتبه چهارم را به خود اختصاص داد.